# Montreuil-Hôpital
Montreuil-Hôpital è una stazione della linea 11 della metropolitana di Parigi.
Si trova tra i comuni di Noisy-le-Sec e Montreuil.

## Storia
Alla fine degli anni 2010 si è discusso sulla possibilità di prolungare e porre il capolinea della linea 9 nel sito della stazione: tale progetto tuttavia non è stato più discusso.
La stazione è stata costruita nell'ambito del prolungamento della linea 11 da Mairie des Lilas verso Rosny-Bois-Perrier: è stata realizzata tramite trincea coperta con pozzo di aerazione.
Viene inaugurata il 13 giugno 2024.

## Struttura
La stazione, dotata di due accessi, è posta ha una profondità di 20 metri e dispone di due binari serviti da due banchine laterali, accessibili tramite scale, scale mobili e ascensori.

## Interscambio
- Fermata autobus

## Servizi
La stazione dispone di:
- Accessibilità per portatori di handicap
- Ascensori
- Scale mobili
- Emettitrice automatica biglietti
- Servizi igienici